# Hermann Lichtenegger
Hermann Lichtenegger (* 14. September 1900 in Knittelfeld, Steiermark; † 11. März 1984 in Wien) war ein sozialistischer Gewerkschafter, Politiker der KPÖ und 1945 Unterstaatssekretär für Industrie, Gewerbe, Handel und Verkehr in der Regierung Renner.

## Leben
Lichtenegger war gelernter Schlosser, 1921 wurde er von den Österreichischen Bundesbahnen angestellt. 1918 bis 1934 war er Mitglied der SDAP, nach den Februarkämpfen 1934 trat er der KPÖ bei. 1934 war er wegen seiner Mitarbeit für die Freien Gewerkschaften und Anfang 1938 einige Monate wegen seiner KPÖ-Tätigkeit in Haft.
Ende August 1937 nahm er an der letzten Reichsparteikonferenz der Kommunisten vor dem deutschen Einmarsch in der Nähe von Prag teil.
Von der Bahn 1938 wieder eingestellt, wurde er 1942 von der Gestapo verhaftet und vom Dienst suspendiert.
Lichtenegger leitete während der Schlacht um Wien 1945 eine kommunistische Widerstandsgruppe beim Heizhaus des Wiener Ostbahnhofs und anschließend auch Wiederherstellungsarbeiten an den Bahnanlagen. Bei einem Treffen der Parteispitzen im KPÖ-Haus in der Schottenfeldgasse, bei dem Lichtenegger eine Zusammenkunft der Eisenbahner organisiert hatte, erfolgte seine Nominierung für die provisorische Regierung. Vom 4. Mai bis 20. Dezember 1945 war Lichtenegger dann Unterstaatssekretär für Industrie, Gewerbe, Handel und Verkehr, zuständig für Verkehr, in der Provisorischen Staatsregierung Renner.
Danach war Lichtenegger Vizepräsident in der Generaldirektion der österreichischen Staatseisenbahnen und ab 22. April 1946 Mitglied des Zentralkomitees der KPÖ. Er war an der Rekonstruktion des durch den Krieg zerstörten Eisenbahnwesens in Österreich führend beteiligt. Er wurde am Groß-Jedlersdorfer Friedhof bestattet. Das Grab ist bereits aufgelassen.